# Peter Shilton's Handball Maradona
Peter Shilton's Handball Maradona, chiamato anche Peter Shilton's Football a video, è un videogioco di calcio per Commodore 64, Amstrad CPC e ZX Spectrum, pubblicato nel 1986 dalla Argus Press Software.
Prende il nome da Peter Shilton, importante calciatore della nazionale inglese. Il titolo Handball Maradona fa riferimento al gol di mano che Diego Armando Maradona segnò contro l'Inghilterra durante il Campionato mondiale di calcio 1986.

## Modalità di gioco
Il gioco permette di vestire i panni del celebre portiere inglese Peter Shilton. Inizialmente al giocatore è richiesto di scegliere in quale squadra militare fra quelle della Premier League inglese del 1986 . Il giocatore prende, quindi, parte a un ipotetico campionato a 16 squadre. La particolarità del gioco, originalissima per l'epoca, è il poter controllare il solo portiere della squadra (Peter Shilton appunto), lasciando il movimento degli altri giocatori al computer (si trattava comunque di movimenti pre-calcolati). Ogni partita è composta da un numero predeterminato di azioni offensive avversarie (in genere 3 o 4 per ciascuno dei due tempi di gioco) ed al giocatore è lasciato il compito di sventare tali azioni effettuando spettacolari parate. 
Solo la versione per Commodore 64 vanta il pioneristico uso di parlato digitalizzato. Ogni parata effettuata è infatti accompagnata dall'urlo : "SAVE !", in inglese appunto parata. Viceversa ogni goal è salutato dall'urlo "GOAL".